# Paweł Gil
Paweł Gil (Lublin, 28 de junio de 1976) es un árbitro de fútbol, natural de Polonia. Participó en la Liga de Campeones de la UEFA 2012-13.

## Trayectoria
Gil se convirtió en árbitro de la FIFA en el 2009. Ha intervenido como árbitro en competiciones internacionales incluyendo la Clasificación para la Eurocopa 2012 y clasificación para la Copa Mundial de Fútbol de 2014.
El 13 de agosto de 2021 anunció el final de su carrera como árbitro. La decisión estaba relacionada con comenzar un trabajo en la UEFA relacionado con VAR.